# Sabal pumos
Sabal pumos là loài thực vật có hoa thuộc họ Arecaceae. Loài này được (Kunth) Burret miêu tả khoa học đầu tiên năm 1933.